# Fiodor Iordan

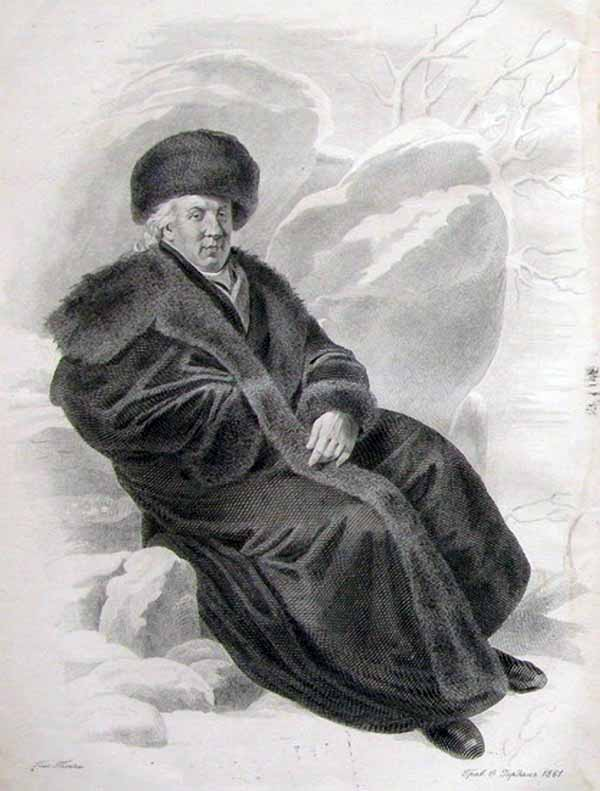
Portrait du poète Gavrila Derjavine, d'après une peinture de Salvatore Tonci.

Fiodor Ivanovitch Iordan (russe : Фёдор Ива́нович Иорда́н), né en 1800 et mort en 1883, est un graveur russe, « un des meilleurs » selon Andreï Somov (ru) dans l'Encyclopédie Brockhaus et Efron.

## Biographie
Fiodor Ivanovitch Jordan est né le 13 août 1800 (25 août dans le calendrier grégorien). Il est le fils d'un tapissier de la cour, Iohan Iordan, mort en 1808 et de la fille d'un serrurier de la cour, Katarina Regina née Mertens, en morte 1818.  
Il est pupille de l'Académie impériale des beaux-arts, et, après dix ans de formation artistique générale, il est inscrit en 1819 dans la classe de gravure, auprès du professeur Nikolaï Outkine et se forme à la gravure sur métal, dont il deviendra un maître.  
Il reçoit pendant sa formation une petite et une grande médaille d'argent en dessin, et en 1824 il termine l'académie avec une petite médaille d'or, pour une gravure d'après un tableau de Piotr Sokolov, Mercure endort Argus. Autorisé à poursuivre une formation complémentaire avec d'autres élèves, il exécute ensuite une gravure d'après un tableau d'Anton Lossenko, Abel mourant, qui lui vaut une grande médaille d'or.
En 1829, il est envoyé étudier à Paris auprès de Théodore Richomme. Il quitte cependant la France pour Londres en 1830, après le déclenchement de la révolution de Juillet.    
En 1834, il est à Rome, où il dessine une copie du grand tableau de Raphaël, La Transfiguration, qu'il décide sur les conseils de Karl Brioullov de reproduire en grand format en gravure. Il consacre douze ans à ce travail. Les peintres romains auxquels il montre les premières épreuves les trouvent d'une très grande qualité artistique, et les académies de Berlin, de Florence et d'Urbino l'accueille parmi elles. L'académie russe des beaux-arts lui attribue en 1844 le titre d'académicien, puis celui de professeur en 1850.
Il épouse en 1855 Varvara Alexandrovna Pouchtchina (1833—1916), cousine du poète Piotr Pletniov.
En 1855, après la mort de Stepan Galaktionov (ru), il prend la direction de la classe de gravure de l'Académie, et devient assistant du conservateur des estampes et des dessins originaux de l'Ermitage. Il en est nommé conservateur en 1860. En 1871 il devient recteur de la peinture et de sculpture à l'Académie, et à partir de 1876, il dirige le département des mosaïques.
Il est nommé conseiller secret pour récompenser sa carrière.
Il meurt le 19 septembre 1883 (1er octobre dans le calendrier grégorien) à Saint-Pétersbourg.

## Ouvrages
Un recueil des écrits de Fiodor Iordan a été publié en 1918.